# Tục thờ cá Ông

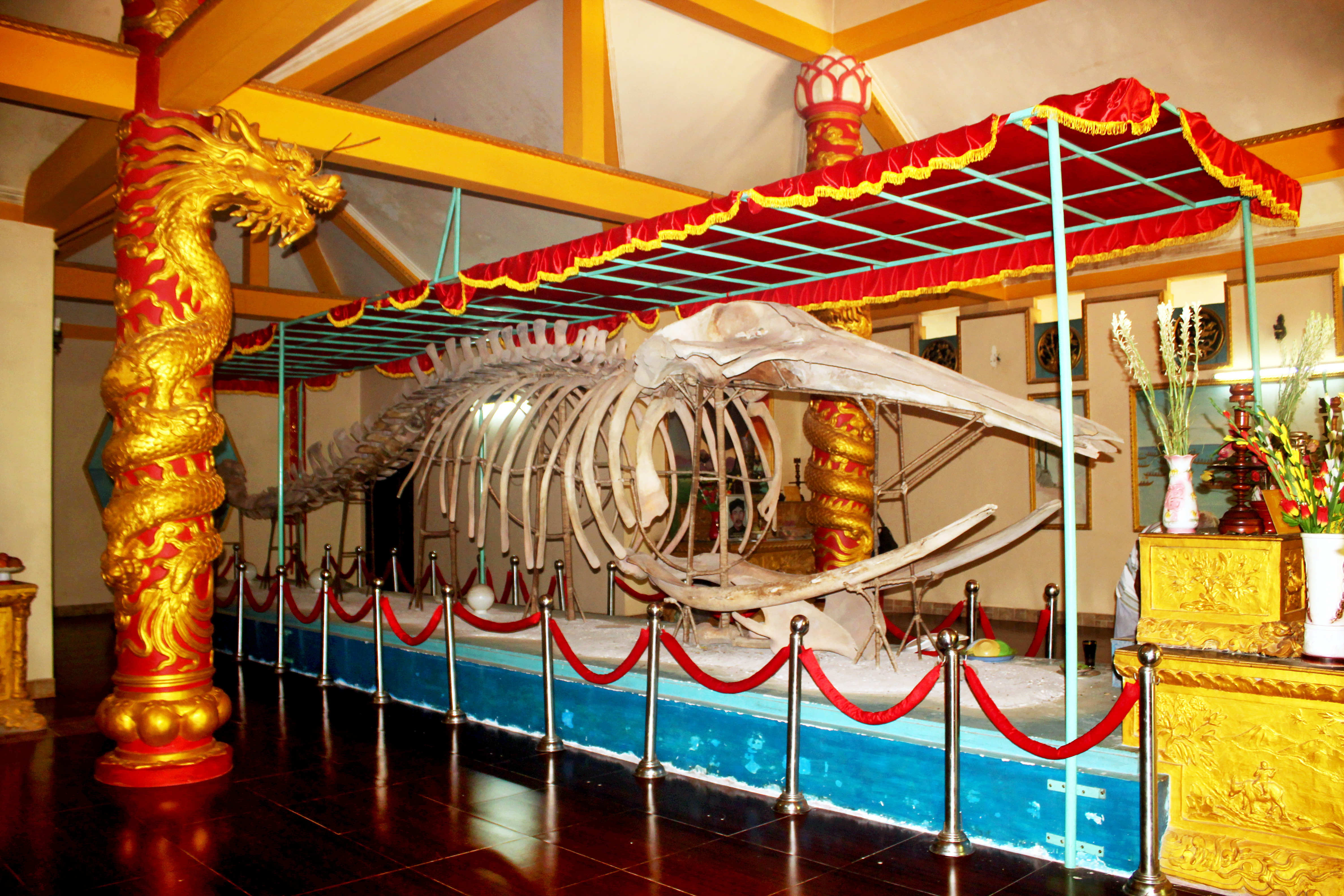
Bộ xương cá voi trong Lăng Ông Nam Hải, thuộc Khu du lịch Hòn Đá Bạc ở xã Khánh Bình Tây, huyện Trần Văn Thời, tỉnh Cà Mau.

Tục thờ cá Ông (tức cá voi, cá heo, cá nhà táng và các loại cá lớn nói chung) là một tín ngưỡng dân gian ở vài quốc gia phương Đông.

## Lịch sử

### Việt Nam
Tục thờ cá Ông có ở vùng duyên hải miền Trung và miền Nam Việt Nam từ Thanh Hóa đến toàn bộ các tỉnh ven biển miền Nam. Đây là tín ngưỡng của cư dân vùng biển, hay còn gọi là vạn chài. Cá Ông ở đây là những con cá voi mà theo ngư dân chính là thần Nam Hải, triều đình sắc phong là Nhân ngư hay Đức ngư. Ngư dân thường phối thờ Cá Ông cùng các vị thần khác đã giúp đỡ và phù hộ cho ngư dân no ấm như: Ngũ Hành Nương Nương, Hữu Lý Ngư, Tả Lý Lịch, v.v.
Tục thờ Cá Ông xuất nguồn từ tục thờ Cá Ông của người Chăm với tục thờ tín ngưỡng thờ thần Poriak hay Po Riyak là thần Biển hay thần Sóng biển. Tuy nhiên, trải qua sự bản địa hóa, tục thờ cá Ông trở thành tín ngưỡng của người Việt và cả người Hoa, cụ thể là cùng với quá trình Nam tiến của văn hóa Việt, cùng với hoạt động hải thương Hoa kiều, tín ngưỡng này dần được tích hợp một số tín ngưỡng khác như tín ngưỡng thờ Long Vương, Hà Bá, Cá Ông. Kết quả này cho thấy, Thủy Long là một biểu tượng đa dân tộc, được tạo nên trong quá trình giao lưu và hòa kết văn hóa. Các nhà nghiên cứu cho rằng tục thờ thần Sóng biển của người Chăm chính là nguồn gốc của tục thờ cá Ông (cá Voi) của cư dân người Việt sống dọc ven biển miền Trung Việt nam còn được gọi là Ông Nam Hải. Các làng chài miền Trung hầu như đều có lăng thờ thần Nam Hải và có tục cúng nghinh Ông hàng năm hoặc 3 năm một lần cùng những tục khác liên quan. Họ cho rằng thần Nam Hải hiện thân cá Voi để cứu nhân độ thế, cứu giúp ngư dân trên biển khi có sóng to gió lớn, vượt qua tai nạn. Đối với người Việt và người Hoa, Cá Ông chính là mảnh pháp y (áo choàng sau) của Quan Thế Âm (hay Nam Hải Bồ tát) quăng xuống biển để cứu giúp cư dân vùng biển trong cơn giông tố giữa biển, trong các chùa chiền ở miền Nam còn tạc tược Quan Thế Âm cưỡi trên con cá rồng.

## Đặc điểm tục thờ cá Ông ở Việt Nam

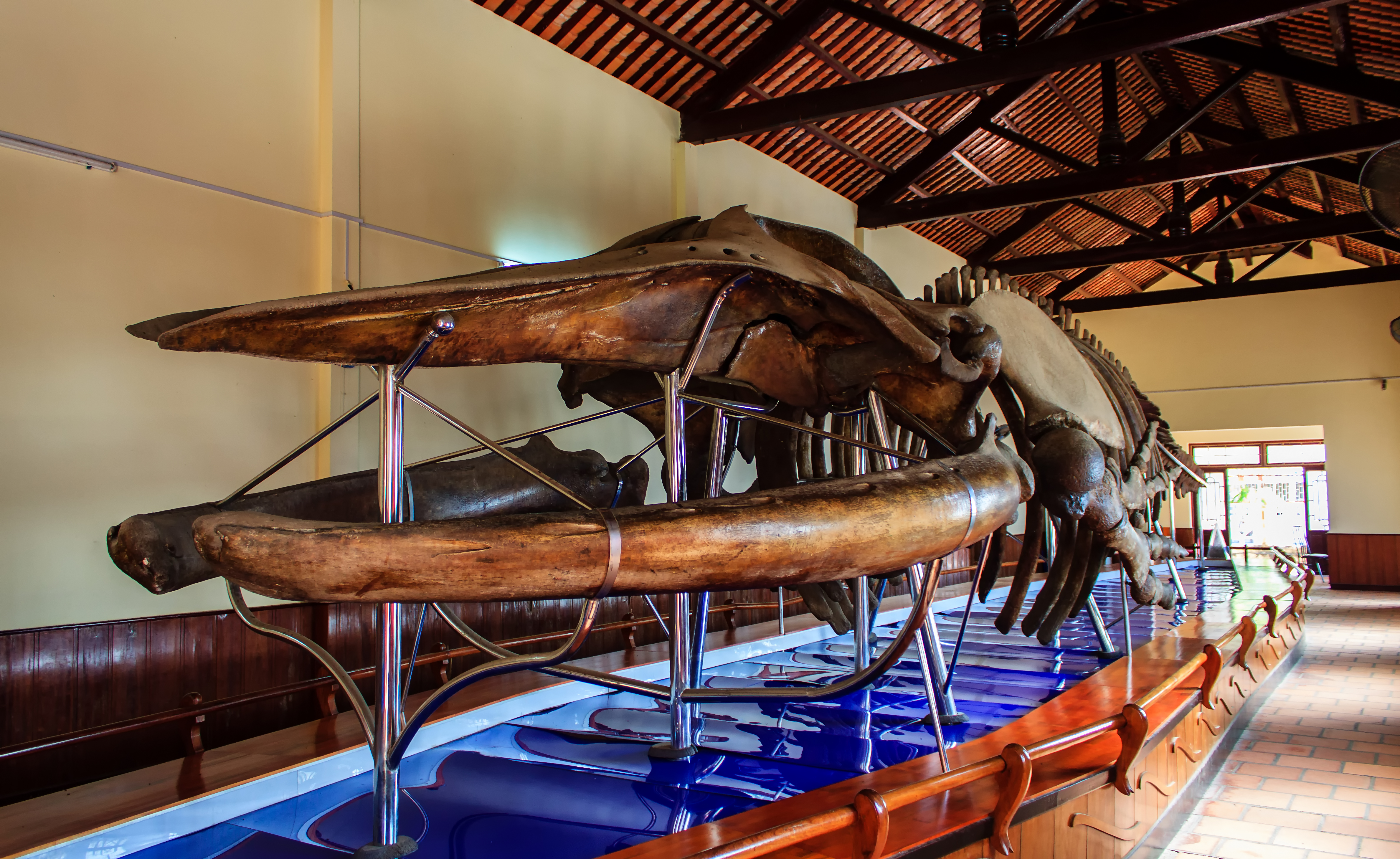
Bộ cốt cá voi trong dinh Vạn Thủy Tú ở thành phố Phan Thiết, tỉnh Bình Thuận, Việt Nam. Hiện nay, đây là bộ cốt cá voi lớn nhất Việt Nam và cả vùng Đông Nam Á vẫn còn nguyên vẹn (dài 22m, nặng 65 tấn).

Theo lệ thì dân chài ai phát hiện được cá voi mắc cạn, tục gọi là "ông luỵ bờ" thì có bổn phận chôn cất và để tang Ông như để tang chính cha mẹ mình. Xác cá được đem tắm bằng rượu rồi liệm bằng vải đỏ. Dân làng còn lấy giấy đỏ đắp vào miệng cá thấm lấy nước dãi, xong đem phơi khô rồi đốt thành tro để chữa bệnh suyễn. Xác cá được mai táng trong đụn cát gần biển. Người phát hiện ra cá voi mắc cạn thì được nhân dân tôn sùng và dưới triều Nhà Nguyễn còn được miễn sưu dịch 3 năm.
Hàng năm dân làng chọn ngày Ông đã luỵ bờ (ngày cá Ông dạt vào bờ) làm lễ cúng giỗ theo nghi thức Nghinh Ông. Người địa phương có câu: "Thấy ông vào làng như vàng vào tủ" vì theo tín ngưỡng này, Cá Ông luỵ vào làng nào, làng đó muôn đời ấm no, tai qua nạn khỏi. Ba bốn năm sau khi chôn thì dân làng phải cải táng, thường làm vào mùa xuân sang hè rồi đem cốt cho nhập lăng và tế chung. Đối với xương cá Ông to lớn thì dân làng sẽ chờ đủ 3 năm cho xương cốt rã ra rồi mới đem vào hòm để đưa về làng thờ. Với trường hợp cá nhỏ, người ta sẽ cho trực tiếp vào hòm và đem về thờ. Khi tế cá thì dân làng cũng cúng các vong hồn ngư dân chết ngoài biển. Tế xong thì có các mục mua vui như hát "chèo ghe", đua thuyền thúng, kéo co, hát tuồng cùng các trò khác. Điển hình là lễ Cầu Ngư, hay còn gọi lễ tế cá Ông, ở làng Mân Thái thuộc Đà Nẵng. Hằng năm làng tổ chức tế vào Tháng Ba âm lịch. Ba năm thì có đại tế một lần. Ở Bến Tre thì gọi lễ Nghinh Ông, tế vào Tháng Sáu. Ngoài ra khi dân chài ra khơi họ cũng thường thắp nhang vái Ông phù trợ.

### Lý giải

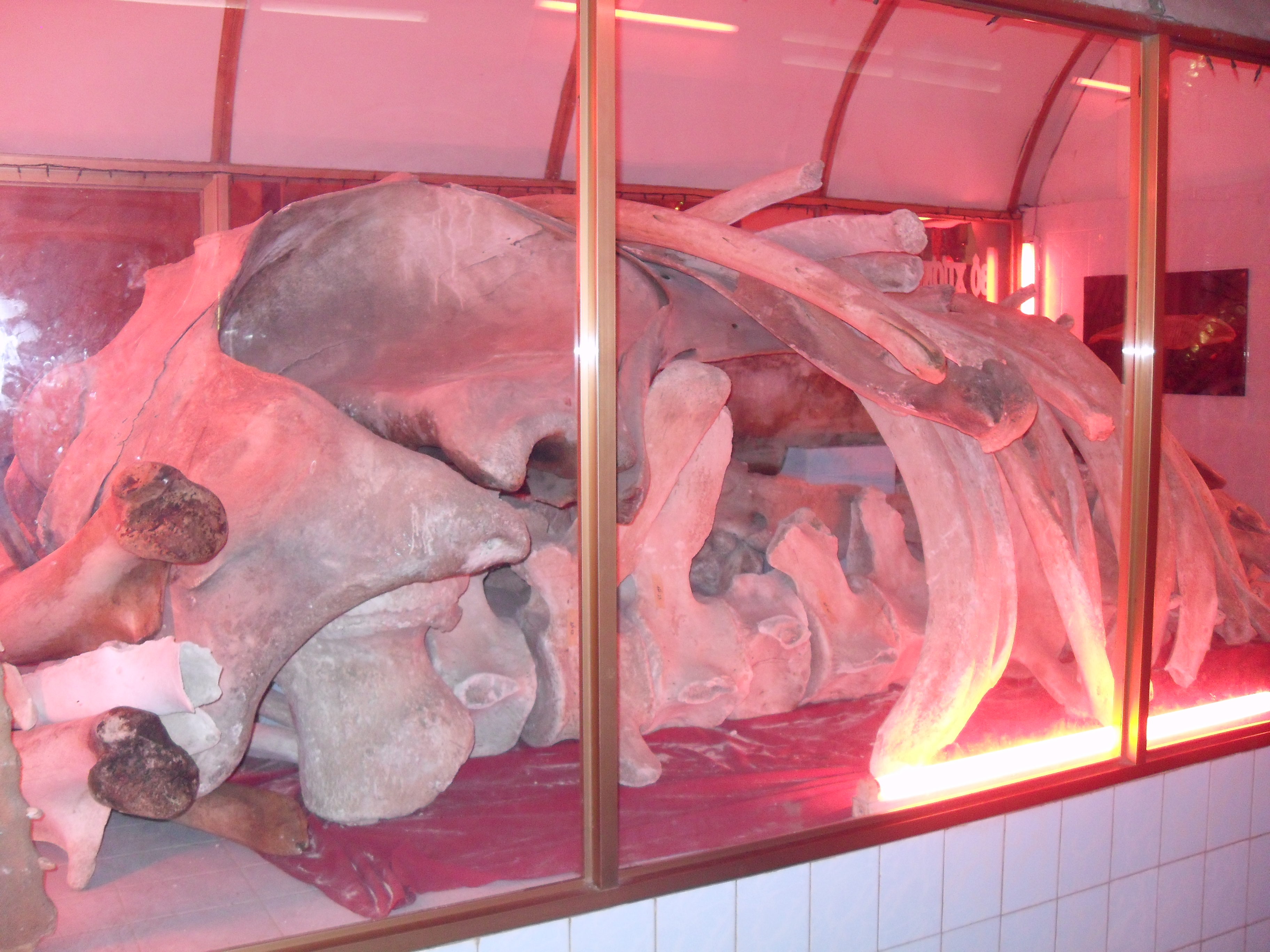
Xương cá voi bên trong Đình Thần Thắng Tam tại Vũng Tàu.

Việc Cá Ông liên tục cứu giúp ngư dân miền biển lúc giông to gió lớn đã khiến cho tục thờ Cá Ông đã trở thành một nét văn hóa của Việt Nam. Tuy nhiên khoa học cũng kiểm chứng được một phần vì khi giông tố nổi lên thì cá voi cũng bị sóng biển đẩy vào bờ và dễ bị mắc cạn. Cá voi theo thuyền để tìm vật cọ xát cho con cá ép trên thân mình rớt ra khỏi sóng biển. Vì hiện tượng song hành này ngư dân cho là cá "giúp" dân chài.